# Iris kopetdagensis
Iris kopetdagensis là một loài thực vật có hoa trong họ Diên vĩ. Loài này được (Vved.) B.Mathew & Wendelbo miêu tả khoa học đầu tiên năm 1975.